# Центр національного спротиву
Центр національного спротиву (ЦНС) — підрозділ при Командуванні Сил спеціальних операцій Збройних сил України, який навчає цивільне населення методам спротиву окупантам та організовує цей спротив на тимчасово окупованих територіях (ТОТ) України.
ЦНС запрацював наприкінці лютого 2022 року, з початком російського вторгнення в Україну, та на початку своєї діяльності акцентував увагу на тимчасово окупованих територіях.

## Правові основи
Центр нацспротиву діє в рамках Закону України «Про основи національного спротиву», який був ухвалений 16 липня 2021 року і вступив у дію 1 січня 2022 року. Згідно із Законом, національний спротив — це сукупність заходів, які включають територіальну оборону, рух опору та підготовка громадян України до національного спротиву.

## Центр в інтернеті
На сайті Центру розміщено довідковий матеріал та посібники з рекомендаціями ведення різних форм боротьби з окупантами — як зі зброєю, так і ненасильницькі форми спротиву. Крім того, на порталі можна знайти низку просвітницьких матеріалів з тактичної медицини, кібербезпеки, тактики, розвідки тощо. Центр систематично повідомляє новини з тимчасово окупованих територій (ТОТ) та підтримує контакт із населенням, яке проживає на ТОТ України.
Центр має свій канал в YouTube, де публікуються новини або відеоінструкції для партизанів.

## Інформаційна робота
20 липня 2022 року Центр національного спротиву опублікував інформацію про російських військових із 83 окремої десантно-штурмової бригади (військова частина 71289, пункт постійної дислокації — місто Уссурійськ Приморського краю), які здійснили воєнні злочини в місті Буча поблизу Києва.